# Мухин, Константин Никифорович
Мухин Константин Никифорович (1918—2016) — советский и российский учёный, д.ф.-м.н., профессор, лауреат Госпремии СССР, премии Совета Министров СССР и Курчатовской премии, заслуженный деятель науки РФ.

## Биография
К. Н. Мухин родился в 1918 г. в Москве. В 1941 г. он окончил физфак МГУ им. М. В. Ломоносова. До конца 1944 г. работал по оборонной тематике. В октябре 1944 г. был переведен в Лабораторию № 2 АН СССР (будущий Институт атомной энергии (ИАЭ) им. И. В. Курчатова, теперь — НИЦ «Курчатовский институт»), где проработал 72 года до своей кончины в ноябре 2016 года (н.с., с.н.с., в.н.с., зав.лаб., г.н.с., советник Центра, Советник Президента Центра).
До 1958 года выполнял работы по атомной проблеме. В последующие годы занимался физикой частиц, руководил работами по созданию методики использования пузырьковых камер с импульсным магнитным полем на ускорителях. С 1966 года следует большой цикл работ по исследованию характеристик сильного взаимодействия пионов с протонами и составлению научной программы для Московской мезонной фабрики. В 1952 году К. Н. Мухин защищает кандидатскую диссертацию, а в 1963 г. становится доктором физико-математических наук. Параллельно с этим, в течение 36 лет (1952—1988 гг.) сначала в качестве доцента, а потом в качестве профессора Московском инженерно-физическом институте (ныне Национальный исследовательский ядерный университет «МИФИ», читал расширенный курс экспериментальной ядерной физики, на основе которого он создал учебник для вузов «Экспериментальная ядерная физика» в 3-х томах. Активно занимался популяризацией ядерно-физической науки (написал научно-популярную книгу по ядерной физике, опубликовал в журнале «Успехи физических наук» (УФН) цикл из 7 статей по ядерной физике и физике элементарных частиц для начинающих физиков-ядерщиков и физиков других специализаций, интересующихся ядерной физикой, и др.).
К. Н. Мухин является автором и соавтором более 160 публикаций по ядерной физике и физике элементарных частиц, в том числе 7 книг. Учебник и одна из научно-популярных книг неоднократно переиздавались и переведены на 6 иностранных языков, 3-е издание учебника в 1977 г. было отмечено Государственной премией СССР, 7-е издание вышло в 2009 г.
Константин Никифорович был постоянным автором статей по истории физики для ежегодного сборника «Исследования по истории физики и механики». Последние годы он также занимался представлением достижений, важнейших открытий в области ядерной физики в научно-популярной форме, способной привлечь молодежь. Среди этих работ — статьи в журнале «Наука и жизнь». Последнюю статью К. Н. Мухин закончил и отправил в редакцию журнала за несколько дней до своей кончины. Она была опубликована в 2017 году.

## Полная биография и научная деятельность
К. Н. Мухин родился в Москве 15 мая 1918 года в простой семье. Дед Яков Ефимович был безлошадным крестьянином-бедняком Тульской губернии. Отец, Никифор Яковлевич, в 18 лет, не выдержав бедности, сбежал в Москву и поступил на работу в кино-фотолабораторию, где уже работала Ольга Алексеевна Чеканова. Они познакомились и вскоре поженились, и в 1918 г. появился на свет Константин, а в 1921 — его сестра Людмила.
Отец Константина Никифоровича получил лишь начальное образование, мать — неполное среднее. Книг в семье было немного. Тем не менее, родители хорошо подготовили сына к школе — к моменту поступления он читал, писал и считал, а также умел решать простейшие логические задачки. В результате почти сразу Костю перевели в образцово-показательную школу. Учителя математики, физики и химии регулярно хвалили Костю и ставили в пример, но он понимал, что должен ликвидировать пробелы по литературе, русскому языку и разговорной речи, и, в конце концов, добился этого с помощью классного руководителя, учительницы русского языка и литературы Татьяны Григорьевны Морозовой. По ее совету стал много читать художественной и научно-популярной литературы и слушать общеобразовательные и музыкальные передачи по радио. И в 6-м классе даже стал победителем конкурса, объявленного газетой «Вечерняя Москва», составив программу радиоконцерта под названием «История русской оперы» (концерт потом передавали по радио). Любовь к музыке и литературе осталась на всю жизнь.
Занимаясь физикой, химией и математикой, Константин никогда не ограничивался обязательной школьной программой, очень любил всякие эксперименты. Дома, у себя в комнате, ставил опыты по физике с вольтовой дугой, из-за которых однажды в коридоре общей квартиры загорелась электропроводка. Своими опытами по химии, например, превращение воды в «красное вино» или воспламенение свечи от стеклянной палочки, удивлял дворовых мальчишек, часто собиравшихся в том же коридоре. С детства увлекался радиотехникой, собирал сначала детекторные, а потом ламповые радиоприемники, а однажды даже соорудил первый дисковый телевизор и запустил его (изображение размером 3x4 см). Он успешно участвовал в радиоконкурсах и в олимпиадах по математике (получал премии — книги). В старших классах стал первым учеником и окончил школу с аттестатом № 1.
Поскольку любимыми предметами были физика, математика и химия, выбор вуза был определен — физический факультет МГУ. Школьников с «золотым» аттестатом принимали в вузы без экзаменов. Однако отличников, подавших заявления на физфак, оказалось значительно больше числа вакантных мест. Отсев проводил лично профессор физики Семён Эммануилович Хайкин. Константину, конечно, помогло то, что в школьные годы перечитал всего Я. И. Перельмана и другие научно-популярные книги по физике, математике и химии, успешно участвовал во всевозможных конкурсах и увлекался практической радиотехникой.
Константин Мухин окончил физфак МГУ в 1941 г. по специальности «Физика колебаний». Получив диплом с отличием, был рекомендован в аспирантуру. Но началась война. Почти все военные годы (1941—1944) К. Н. Мухин проработал по оборонной тематике: сначала инженером-расчетчиком флаттера (вибраций) оперения самолетов возникающих во время полета (то есть по своей колебательной специальности) на Московском авиационном заводе № 1, а затем, когда завод эвакуировали, ведущим инженером по выпуску специальной радиоаппаратуры для нужд фронта в радиоцехе оставшейся в Москве части НИИЯФ МГУ. После возвращения из эвакуации основной части МГУ стал ассистентом и научным сотрудником физфака, совмещая преподавательскую работу с конструированием достаточно сложных радиоприборов по оборонной тематике: приборы для обучения пилотов слепому полету, «глушилки» вражеских радиостанций и др.
В разгар величайшего сражения Второй мировой войны — Сталинградской битвы — 22 сентября 1942 года Государственный комитет обороны (ГКО) принял решение возобновить прерванные нападением фашистской Германии работы по овладению внутриядерной энергией, созданию атомной бомбы. В апреле 1943 года под Москвой была сформирована Лаборатория № 2 АН СССР, которую возглавил Игорь Васильевич Курчатов.
Сначала штат Лаборатории № 2 состоял из 11 научных сотрудников, переведённых приказом директора ЛФТИ академика А. Ф. Иоффе из Казани (там они работали после эвакуации из Ленинграда). Но вскоре специальным распоряжением ГКО И. В. Курчатову разрешили расширить штат Лаборатории до 100 человек, предоставив ему право отзывать специалистов с любого предприятия, включая военные заводы и даже действующую армию. В октябре 1944 года К. Н. Мухина (единственного из МГУ) выбрали для перевода в Лабораторию № 2.
В один из октябрьских дней 1944 года представитель Лаборатории № 2 повез К. Н. Мухина на метро до станции «Сокол», потом на трамвае до Покровского-Стрешнева, и, наконец, на поджидавшем там маленьком автобусе вместе с тремя молодыми выпускниками радиоинститута до огромного пустыря — полигона с несколькими невысокими зданиями на его окраине. У самого большого, трехэтажного корпуса (нынешнее Главное здание), их встретили и провели в кабинет Игоря Васильевича Курчатова, к тому времени уже академика. Там они побеседовали в присутствии нескольких ведущих сотрудников Лаборатории, в коллективы которых и распределил Курчатов вновь прибывших. К. Н. оказался в секторе № 5, который возглавлял Д. В. Тимощук.
Сначала К. Н. занялся созданием довольно сложной радиоаппаратуры, в том числе катодного осциллографа (лаборатория оказалась оснащена приборами беднее МГУ). Игоря Васильевича Курчатова очень интересовала эта деятельность: во время ежедневных утренних и вечерних обходов он подходил, беседовал, брал почитать книги по радиотехнике. Во время одного из обходов И. В. Курчатов неожиданно попросил К. Н. сделать небольшой приборчик для демонстрации радиоактивного излучения на его лекциях в Кремле. Состоял он из счетчика Гейгера, лампового усилителя (на миниатюрных лампах-желудях) и механического счетчика, яростно трещавшего в присутствии радиоактивного источника. Прибор понравился: Игорь Васильевич был очень доволен.
С братом Игоря Васильевича Курчатова, выдающимся радиохимиком Борисом Васильевичем Курчатовым, К. Н. познакомился в конце 1945 г., когда устраивал к нему на работу свою сестру Людмилу Никифоровну, химика по образованию. Людмила Никифоровна довольно скоро стала главной помощницей Бориса Васильевича. А в 1948 г. они поженились.
К началу 1945 года И. В. Курчатов назначил руководителей основных работ по атомному проекту. Коллектив сектора № 5 должен был помогать сектору № 7 (начальником которого был Г. Н. Флёров) в рассмотрении возможности цепной реакции деления в системе «природный уран — обычная вода» («Наука о воде»). К. Н. начал заниматься исследованием замедления нейтронов, а также оценкой количества вредных — поглощающих нейтроны — примесей в первых блоках урана. Сразу после запуска первого реактора, Мухин работал на нем дежурным физиком, в обязанности которого входили запуск реактора и разгон его до определенной мощности, и контролером качества промышленных блоков урана. На реакторе он проработал, с перерывами на текущую работу в секторе, вплоть до осени 1947 года.
В конце 1947 — начале 1948 г. К. Н. был в длительной командировке у Г. Н. Флерова в городе «Арзамас-16» (ныне г. Саров Нижегородской области), где познакомился с Я. Б. Зельдовичем и Ю. Б. Харитоном, после чего по заданиям последнего несколько лет работал на различных реакторах СССР и с радиоактивными источниками: занимался исследованиями рассеяния быстрых нейтронов на металлических сферах, измерением спектров нейтронов деления изотопов урана 233U, 235U и плутония 239Pu, изучением замедления вторичных нейтронов 235U в воде и в различных уран-водных средах и др.) Результаты этих работ легли в основу кандидатской диссертации, защищённой в 1952 году.
В начале 1950-х К. Н. уже в секторе И. И. Гуревича вернулся к «Науке о воде». К этому времени стало ясно, что можно создать реактор на природном уране, слегка обогащенном изотопом 235U, с замедлителем из обычной воды, и «Наука о воде» стала весьма востребованной. Цикл работ был завершён в 1957 году (например, [1-3]). Основные результаты оказались лучше аналогичных зарубежных, полученных позже. Они были использованы в докторской диссертации (1963 г.).
С середины 1950-х годов К. Н. переключился на исследования в области физики элементарных частиц. Это потребовало многолетней работы по созданию новых экспериментальных методик: фотоэмульсионной, пузырьковых камер с импульсным магнитным полем и др., а также работ с ними на ускорителях Объединенного института ядерных исследований (ОИЯИ) и Института теоретической и экспериментальной физики (ИТЭФ).
Экспериментальная и расчетно-теоретическая работа К. Н. с группой сотрудников Курчатовского института (переменного состава) по исследованию свойств π-мезонов и их взаимодействия с атомными ядрами и между собой продолжалась 50 лет (1950—2000 гг., например [4-8]). Начаты работы были в секторе № 12 вместе с его начальником И. И. Гуревичем, продолжены в 1957—1988 гг. в группе, а позже лаборатории К. Н. Мухина, а затем в той же лаборатории, которой последовательно руководили два его ведущих сотрудника: О. О. Патаракин и В. Н. Тихонов (в 1988 г. Мухину исполнилось 70 лет, в то время это был возрастной порог для завлабов).
В самом начале этой деятельности, в 1950-е годы, фотоэмульсионным методом было впервые в мире получено правильное оценочное значение массы π‾-мезона (mπ‾ = 273,5±2,9 me) наиболее близкое в то время к современному значению (mπ‾ = 273,13166 me).
Первой большой серией работ, проведенных пионной группой в конце 1950-х — начале 1960-х гг., стало создание новой методики — пузырьковых камер с импульсным магнитным полем с целью использования их на пучках ускорителей для исследований по физике π-мезонов. Пропановая пузырьковая камера облучалась на мезонных (π- , π+ , К+) и протонных пучках синхрофазотрона ОИЯИ. На ней была выполнена поисковая работа новой элементарной частицы и измерены сечения рассеяния рр, π+р, π-р при новых ранее недоступных энергиях протонов и π-мезонов. Другая камера — ксеноновая — с импульсным магнитным полем 70 кГс и газовой водородной мишенью высокого давления (100 атм.) облучалась на π -мезонном пучке ускорителя ИТЭФ и доказала свою работоспособность. Были получены первые снимки редкого процесса с тремя нейтральными частицами в конечном состоянии (π-р°→π°π°n).
В начале 1970-х гг. пионная группа приступила к исследованию методом водородной пузырьковой камеры ИТЭФ четырех каналов реакции π±р°→°ππN и двух каналов упругого π±р рассеяния. В процессе дальнейшего изучения четырех каналов реакции π±р°→°ππN, проводившегося в 1980-е гг., была построена расчетно-теоретическая схема извлечения из них сведений о ππ-взаимодействии, которые были использованы для проведения фазового анализа ππ-рассеяния. Использовав полученные данные в качестве основы и дополнив их несколькими зарубежными результатами, сотрудники лаборатории создали базу мировых данных по фазам ππ-рассеяния в области дипионных масс от порога до 1 ГэВ. В конце периода этих исследований — в 2000 г. — было определено значение основной квантово-механической характеристики взаимодействия π-мезонов между собой: a°о = (0,219±3,6 %) mπ-1, которое практически совпадает с современным среднемировым экспериментальным и теоретическим значениями.
Параллельно с научной работой в течение 36 лет (1952—1988 гг.) К. Н. Мухин преподавал в МИФИ. Первое время занимался со студентами 3-го курса решением задач по ядерной физике, которые сам же и составлял. Он вспоминал один комический эпизод. Однажды во время занятий зимой, во второй половине дня, в аудитории погас свет, и студенты оживились как школьники, надеясь на свободное время. Но К. Н. придумал, как их удержать. Среди подготовленных им задач были и такие, которые можно было решать в уме, то есть и в темноте. Как вспоминал К. Н.: «И когда я предложил студентам посоревноваться в этом развлечении, они с энтузиазмом согласились. Возможно, потому что впотьмах не страшно было говорить глупости! В общем, было весело и им, и мне (которому было лишь на десяток лет больше, чем студентам)». Через 2 года (с осени 1954 г.) Мухину поручили читать курс ядерной физики на энергетическом факультете («Э»). Студентам лекции нравились. К. Н. разрешал задавать вопросы во время лекций, был достаточно либеральным на экзаменах. Лекции были логически стройными — этому способствовало то, что К. Н. начал писать учебное пособие — будущий знаменитый учебник «Экспериментальная ядерная физика».
В 1956 г. К. Н. стал доцентом, а после защиты в 1963 г. докторской диссертации — профессором. В 1964 г. по решению руководства кафедры и института Мухин (и по просьбам студентов!) начал читать лекции на факультете теоретической и экспериментальной физики («Т»), который считался лучшим факультетом МИФИ по качеству подготовки будущих специалистов. Для этого курс был переработан и дополнительно расширен. Одновременно с чтением лекций велась подготовка к первому двухтомному (3-у по счету) изданию учебника, вышедшему в 1974 г. В 1977 г. за учебник «Экспериментальная ядерная физика» автор был награжден Государственной премией СССР.
Через 45 лет после первого издания, учебник вышел в издательстве «Лань» (С-Пб.) в серии «Лучшие классические учебники». А всего с 1963 по 2009 гг. было опубликовано 7 изданий (три последних в виде трехтомников), а в 2010 и 2015 гг. учебники переизданы в электронном виде.
В МИФИ К. Н. не только читал курс экспериментальной ядерной физики. Он принимал активное участие в работе «Ядерного клуба», организованного в 1972 г. профессором Э. П. Топорковой. Основной целью клуба являлось знакомство студентов с новыми направлениями в науке, привлечение их к научной работе. Ядерный клуб провел более 30 заседаний, на которых выступали с докладами ведущие ученые страны: академики, руководители крупных научных экспериментов, директора институтов, а также все профессора кафедры. Кроме того, для членов «Ядерного клуба» проводились экскурсии в научно-исследовательские институты, среди которых были ОИЯИ (Дубна), Институт химической физики АН СССР и Институт атомной энергии имени И. В. Курчатова.
К. Н. Мухин является автором и соавтором более 160 публикаций по ядерной физике и физике элементарных частиц, в том числе 7 книг. Он опубликовал в УФН цикл из 7 статей по ядерной физике и физике элементарных частиц для начинающих физиков-ядерщиков и физиков других специализаций, интересующихся ядерной физикой
Последние годы Константин Никифорович по-прежнему активно интересовался новыми научными достижениями. Занимался представлением важнейших открытий в области ядерной физики в научно-популярной форме, способной привлечь молодежь. Среди этих работ статьи в журнале «Наука и жизнь» [9-12]. Последнюю статью К. Н. Мухин закончил и отправил в редакцию за несколько дней до своей кончины.
Константин Никифорович более 10 лет публиковал статьи по истории физики в ежегодном сборнике «Исследования по истории физики и механики». Он с большим уважением относился к Вл. П. Визгину, Н. В. Вдовиченко (председателю и зам. председателя редакционной коллегии), которые, несмотря на все трудности, сумели обеспечить регулярный выход этого сборника.
Константин Никифорович похоронен на Красногорском кладбище рядом со своей женой. На его могиле установлен памятник, на обратной стороне которого, обращенной к дороге, помещено изображение главного труда его жизни — учебника «Экспериментальная ядерная физика».

## Публикации
- Барков Л. М., Мухин К. Н. Замедление нейтронов деления в воде // Атомная энергия. 1956. т. I, № 3 с.31
- Барков Л. М., Макарьин В. К., Мухин К. Н. Измерение замедления нейтронов в воде в интервале энергий 1,46-0,025 эВ // Атомная энергия. 1956. т. I, № 3 с.33
- Барков Л. М., Венедиктов А. П., Мухин К. Н. Замедление нейтронов деления в уран-водных средах // Атомная энергия. 1956. т. I, № 3 с. 40
- Алперс В. В., Барков Л. М., Герасимова Р. И., Гуревич И. И., Мишакова А. П., Мухин К. Н., Никольский Б. А. Рождение медленных π-мезонов на ядрах эмульсии под действием протонов с энергией 660 МэВ // ЖЭТФ. 1956. Т.30. Вып.6. С.1634.
- Mukhin K.N., Shlyapnikov R.S., Barkov L.M. A bubble chamber in a pulsed magnetic field / Proceeding of the International Conference of High Energy Acceleration and Instruments CERN Geneva. 1959. P.514
- Картамышев А. А., Мухин К. Н., Патаракин О. О., Романцева А. С., Сулковская М. М., Суркова Л. В., Суставов А. Ф., Чернышова Л. А. Угловые распределения вторичных пионов в реакции π-р → π-π+n // Письма в ЖЭТФ. 1974. Т.20. Bып.11. С.748
- Мухин К. Н., Патаракин О. О. Пион-пионное взаимодействие // УФН. 1981. Т.133. Bып.3. С.377-426.
- Мухин К. Н., Патаракин О. О., Тихонов В. Н. Пион, пион-пионное и пион-ядерное взаимодействие // Ядерная физика. 2002. Т.65, № 7. С.1189-1205.
- Мухин К. Н. «На главном направлении». Статья в двух частях. «Наука и жизнь», 2013, № 1, с.48-52; 2013, № 2, с.48-54
- Мухин К. Н. «Нейтрино: вчера, сегодня, завтра». Статья в двух частях. «Наука и жизнь», 2014, № 3 стр. 4-13; № 4, стр. 48-55.
- Мухин К. Н. «Привлекательный мир микрофизики». Статья в четырех частях. «Наука и жизнь» 2015 № 9, с.98-105; 2015, № 10, с.96-103; 2015, № 12, с.98-107, 2016, № 1, с.66-76
- Мухин К. Н. Штрихи к портретам физиков // Исследования по истории физики и механики. 2009—2010. — М.: Физматлит, 2010. 480 с. С.136-213

Книги
- Мухин К. Н. Занимательная ядерная физика. — 3-е изд. — М.: Энергоатомиздат, 1985.
- Мухин К. Н. Экспериментальная ядерная физика: Учебник для вузов в 3-х томах. — Изд. 7-е, стер. — СПБ: Лань, 2009. — Том 1. Физика атомного ядра. Том 2. Физика ядерных реакций. Том 3. Физика элементарных частиц.